# Aidra Fox
Aidra Fox (Milwaukee, 25 settembre 1995) è un'attrice pornografica statunitense.

## Biografia
Nata nel Wisconsin da una famiglia di origini polacche, tedesche e ceche e ha tre sorelle maggiori e una più piccola. Nel 2013, all'età di 18 anni, è entrata nell'industria pornografica, lavorando con produzioni quali Brazzers, Evil Angel, New Sensation, Digital Sin, Tushy, Jules Jordan Video, Reality Kings e Naughty America.
Nell'agosto del 2014 è stata scelta come Twisty Treat e nell'ottobre come Pet of Month da Penthouse. L'anno successivo ha ricevuto le sue prime nomination internazionali, vincendo l'AVN come miglior scena tra ragazzo e ragazza, per la scena Jean Fucking. Nel 2016 ha vinto altri due AVN, questa volta come miglior scena POV e come miglior scena ragazzo/ragazza.
Al 2022 ha ottenuto 7 AVN e 1 XBIZ Awards e ha girato 818 scene.

## Riconoscimenti
AVN Awards
- 2015 – Best Boy/Girl Sex Scene per Jean Fucking con Ryan Madison[7]
- 2016 – Best Girl/Girl Sex Scene per Being Riley con Riley Reid[8]
- 2016 – Best POV Sex Scene per Eye Contact con Jillian Janson e Jules Jordan[9]
- 2018 – Best Oral Sex Scene per Facialized 4[10]
- 2020 – Best Girl – Girl Sex Scene per Teenage Lesbian con Kristen Scott[11]
- 2021 – Best Quarantine Sex Scene per Teenage Lesbian, One Year Later con Whitney Wright, Kristen Scott, Alina Lopez, Kenna James e Kendra Spade[12]
- 2021 – Best Virtual Reality Sex Scene per The Cabin in the Woods con Will Pounder[13]
- 2023 - Girl/Girl Speciality Performer of the Year[14]
- 2024 - Best All-Girl Sex Scene per Lesbian Threesome Scene 3 con Vanessa Sky e Blake Blossom[15]

XBIZ Awards
- 2018 – Best Sex Scene - All-Girl Release per Tori Black is Back con Tori Black[16]

XRCO Awards
- 2023 - Girl/Girl Performer of the Year[17]